# P-120 Malachit
Il P-120 Malachit (nome in codice NATO: SS-N-9 Siren) è un missile russo a medio raggio progettato per l'impiego imbarcato. Entrato in servizio nel 1969, oggi è ancora in servizio, nonostante ne esista una versione migliorata, l'SS-N-22 Sunburn.

## Sviluppo
Questo sistema d'arma venne sviluppato in Unione Sovietica a partire dal 1963 dall’NPO Mašinostroenia.
L'intenzione dei progettisti era la realizzazione di un missile antinave per l'impiego imbarcato che potesse essere utilizzato sia da unità di superficie, sia da sottomarini.
La configurazione è piuttosto simile a quella dell'SS-N-7 Starbright, ma non ne deriva.
L'ingresso in servizio risale al 1969, con la designazione GRAU di 4K85.
La produzione totale ammonta a circa 500 esemplari. Oggi non è più in costruzione.

## Tecnica
Questo missile poteva essere lanciato sia in immersione, sia in emersione. Il sistema di guida, inerziale, era probabilmente affiancato da uno all'infrarosso.
Per quanto riguarda l'armamento, il P-120 poteva montare due tipi di testate: una convenzionale da 500 kg ed una nucleare, della potenza di 200 kilotoni.
La velocità massima era nell'ordine di 0.9 mach, anche se alcune fonti riferiscono valori decisamente superiori (1.4 mach).
La gittata variava a seconda della piattaforma di lancio: 70 km nel caso dei sottomarini, 110 delle unità di superficie.

## Il servizio
L'ingresso in servizio risale al 1969.
Questo missile è stato montato impiegato sulle corvette classe Nanuchka e Tarantul, e sui sottomarini atomici classe Papa e Charlie.
Il missile oggi è usato solo dalla Marina Russa. Rimane in servizio, nonostante sulla carta sia stato sostituito dal più moderno SS-N-22 Sunburn.